# Academia de Letras e Artes de Brumado
A Academia de Letras e Artes de Brumado (ALAB) é uma instituição privada  sem fins lucrativos, voltada para valorização da arte de espécie literária, musical e artes visuais, fundada em 2002 e localizada na cidade de Brumado - Bahia.
A ALAB foi fundada em 2002, pela professora Mena Azevedo e o senhor Antônio Torres, mas só foi registrada e reconhecida oficialmente em 2003.
Em 2012, em parceria com a Prefeitura Municipal de Brumado, a instituição fez a reedição e relançamento do Livro Uma Comunidade Rural do Brasil Antigo, obra do médico e escritor Licurgo Santos Filho, livro que conta a história de Brumado e cidades vizinhas, abrangendo um período de 150 anos.
Em 2014, um de seus membros foi contemplado com o Prêmio Nacional Rubem Braga, do Serviço Social do Comércio (SESC 2014), na categoria Crônica, e o mesmo autor teve um de seus livros de poesia eleito um dos melhores do Brasil, entre 35 livros.